# Microsoft Edge
Microsoft Edge (с кодово име „Spartan“) е уеб браузър, разработен от Microsoft и е включен в тяхната операционна система Windows 10, заменяйки Internet Explorer като браузър по подразбиране на всички устройства. Microsoft казват, че той е проектиран да бъде лек уеб браузър с „layout engine“, изграден около уеб стандарти. Единствената добавка, която поддържа, е Adobe Flash Player; не поддържа ActiveX или Browser Helper Objects. Той има опции, които не се поддържат от по-ранните Internet Explorer браузъри, включващи интеграция с Cortana, пояснителни инструменти, както и режим на четене. Разработена е и поддръжка на добавките в предварителните версии през март 2016 г., и е официално добавена с годишнината актуализация на Windows 10 на 2 август 2016 г. Браузърът е преработен на базата на Chromium. Новата преработена версия излиза на 15 януари 2020 г.

## Характеристики
Microsoft Edge е браузърът по подразбиране в Windows 10, Windows 10 за мобилни устройства и Xbox One конзоли, замествайки Internet Explorer 11 и Internet Explorer Mobile. Microsoft първоначално заявяват, че Edge ще поддържа стария Trident (MSHTML), за да осигури обратна съвместимост, но по-късно казват, че заради недоволството на потребителите, Edge ще използва нов „енджин“, докато Internet Explorer ще продължи да използва Trident.
Браузърът включва вграден Adobe Flash Player, PDF четец и поддържа asm.js.
Edge не поддържа остарял софтуер, като например ActiveX и Browser Helper Objects, а вместо това използва система за удължаване. Internet Explorer 11 ще бъде достъпен заедно с Edge на Windows 10 за удобство; И ще остане почти идентичен с версията на Windows 8.1.
Edge е интегриран с онлайн платформите на Microsoft: той е свързан и с компютърния помощник Кортана, който е на разположение в някои страни, и предоставя възможност за гласов контрол, опции за търсене, както и динамична и индивидуална информация, свързана с търсене в адресната лента. Потребителите могат да правят бележки към уеб страници, които могат да бъдат записани и споделени с помощта на onedrive. Обединен е и с функцията „списък за четене“ и осигурява „Режим на четене“, който премахва ненужното форматиране на страници, за да повиши тяхната четливост.
Предварителна поддръжка на разширения на браузъра е добавена през март 2016 г. с; три разширения са били първоначално поддържани. Microsoft отбеляза, че забавянето на предоставянето на разширяване и малък брой се дължи на съображения за сигурност.

### EdgeHTML
EdgeHTML – това е частен „енджин“, проектиран за Edge. Това е подобие на Trident, който е премахнал всички стари кодове на стари версии на Internet Explorer и пренаписва голямата част от изходния си код за да поддържа уеб-стандарти и оперативна съвместимост с други модерни браузъри. EdgeHTML, написани на езика C++. Той първо е бил пуснат като пробна опция на Internet Explorer 11 в Windows 10 Preview 9926.
EdgeHTML е създаден да бъде напълно съвместим с WebKit, използван в Safari, Chrome и други браузъри. Microsoft твърдят, че „всички разлики между WebKit и Edge са грешки, които ние сме заинтересовани да оправим.“
Преглед на „енджина“ в бета-версия на Windows 10 изработена от AnandTech показва значителни подобрения в сравнение с Trident; особено JavaScript производителността, която е на равно с Google Chrome. Те показват и че изпълнението на WebGL API е по-добро на Edge отколкото на Google Chrome и Mozilla Firefox.

### Стандарти HTML5
Edge 14, в сравнение с Chrome 52 и Firefox 48, работи добре на HTML5 стандарти: Отбелязва 460 точки и е в крак с Firefox (461) и изостава малко зад Chrome (492).

## Разработка
През декември 2014 г., пишейки за ZDNet, техническият писател Мери Джо Фоли съобщава, че Microsoft разработва нов браузър с кодово име „Spartan“ за Windows 10. Тя казва, че „Spartan“ ще се разглежда като нов продукт, различен от Internet Explorer, който обаче ще се запази за удобство.
В началото на януари 2015 г. The Verge получават по-нататъшни подробности около „Spartan“ от източници, близки до Microsoft, в това число се съобщава, че той ще замени Internet Explorer и в настолни, и в мобилни версии на Windows 10. Microsoft представи официално „Spartan“ на 21 януари 2015 г. Той е описан като отделен продукт от Internet Explorer; Окончателното име не е обявено.
„Spartan“ е публикуван за първи път като браузър по подразбиране на Windows 10 Technical Preview build 10049, пуснат на 30 март 2015 година. Новият „енджин“, който използва „Spartan“ е на разположение в Windows 10 като част от Internet Explorer 11.
29 април 2015 г., е обявено, че „Spartan“ ще бъде официално познат като Microsoft Edge. Логото на браузъра е проектирано, да запази прилика с това на Internet Explorer. На 25 юни, Microsoft пуска версия 19.10149 за Windows 10 Mobile, в която е включена новата марка. На 28 юни, версията 20.10158 за настолни компютри също включва новата марка. На 15 юли, Microsoft пуска версия 20.10240 като финалната версия. Същата версия е пусната и за потребителите на 29 юли.
На 12 август те пускат версия 20.10512 за мобилните потребители. 6 дни по-късно следва версия 20.10525 за потребителите на настолни компютри. Тези версии получават няколко актуализации. На 5 ноември 2015 г., Microsoft пуска версия 25.10586 като финалната версия на Edge. На 12 ноември актуализация е пусната за настолни потребители и Xbox One потребители, като част от нова Xbox програма. На 18 ноември, актуализацията до Windows 10 Mobile е пусната. И накрая, на 19 ноември, актуализацията е направена достъпна за Windows Server 2016.

### История на версиите
| Version  | EdgeHTML version                                                                              | Дати на пускане |
| -------- | --------------------------------------------------------------------------------------------- | --- |
| 12.10049 | Desktop: 30 март 2015                                                                         | Първоначално пускане за Windows 10 |
| 12.10051 | Mobile: 10 април 2015                                                                         | Първоначално пускане за Windows 10 Mobile; Добавено е следното: - Поддръжка на PDF файлове - Download manager - Отваряне на IE от ellipses menu |
| 12.10052 | Mobile: 21 април 2015                                                                         | Първоначално пускане за Windows 10 Mobile; Добавено е следното: - Поддръжка на PDF файлове - Download manager - Отваряне на IE от ellipses menu |
| 12.10061 | Desktop: 22 април 2015                                                                        | Първоначално пускане за Windows 10 Mobile; Добавено е следното: - Поддръжка на PDF файлове - Download manager - Отваряне на IE от ellipses menu |
| 12.10074 | Desktop: 29 април 2015 Server: 4 май 2015                                                     | Първоначално пускане за Windows Server 2016 |
| 12.10080 | Mobile: 14 май 2015                                                                           | Първоначално пускане за Windows Server 2016 |
| 12.10122 | Desktop: 20 май 2015                                                                          | - Нов прозорец - InPrivate browsing - Закачане на сайтове                                                                                       |
| 12.10130 | Desktop: 29 май 2015                                                                          | - Настроен е по подразбиране като PDF четец в Windows 10 - Поддържа цял екран                                                                   |
| 12.10136 | Mobile: 16 юни 2015                                                                           | - Настроен е по подразбиране като PDF четец в Windows 10 - Поддържа цял екран                                                                   |
| 12.10149 | Mobile: 25 юни 2015                                                                           | - Прекръстен е на Microsoft Edge - Адресната лента е преместен отдолу на телефоните                                                             |
| 12.10158 | Desktop: 29 юни 2015                                                                          | - Импортиране на предпочитания от другобраузъри - Тъмна тема - Подобрен хъб                                                                     |
| 12.10159 | Desktop: 30 юни 2015                                                                          | - Импортиране на предпочитания от другобраузъри - Тъмна тема - Подобрен хъб                                                                     |
| 12.10162 | Desktop: 2 юли 2015                                                                           | - Импортиране на предпочитания от другобраузъри - Тъмна тема - Подобрен хъб                                                                     |
|          |                                                                                               | |
| 12.10240 | Desktop: 15 юли 2015                                                                          | За първи път пуснат за всички - Подобрена продуктивност                                                                                         |
| 12.10512 | Mobile: 12 август 2015                                                                        | За първи път пуснат за всички - Подобрена продуктивност                                                                                         |
| 12.10514 | Server: 19 август 2015                                                                        | За първи път пуснат за всички - Подобрена продуктивност                                                                                         |
| 12.10525 | Desktop: 18 август 2015                                                                       | - Основна поддръжка на Object RTC |
|          |                                                                                               | |
|          |                                                                                               | |
| 13.10547 | Desktop: 18 септември 2015                                                                    | - RTC API вече се поддържа напълно - EdgeHTML е актуализиран до версия 13 - Подобрено управление на прозорците                                  |
| 13.10549 | Mobile: 14 октомври 2015                                                                      | - RTC API вече се поддържа напълно - EdgeHTML е актуализиран до версия 13 - Подобрено управление на прозорците                                  |
| 13.10565 | Desktop: 12 октомври 2015                                                                     | - Прозорците могат да се разглеждат чрез преминаване на мишката върху тях - Предпочитанията могат да се синхронизират                           |
|          |                                                                                               | |
| 13.10576 | Desktop: 29 октомври 2015                                                                     | - Cortana е свързана с PDF файлове |
| 13.10581 | Mobile: 29 октомври 2015                                                                      | - Cortana е свързана с PDF файлове |
| 13.10586 | Desktop: 5 ноември 2015 Xbox: 12 ноември 2015 Mobile: 18 ноември 2015 Server: 19 ноември 2015 | Второ публично пускане и първо пускане Xbox One - Подобрена стабилност                                                                          |
| 13.11082 | Desktop: 16 декември 2015                                                                     | - Експериментна поддръжка на VP9 |
| 13.11099 | Desktop: 13 януари 2016                                                                       | - Започва работа по EdgeHTML 14 |
| 13.11102 | Desktop: 21 януари 2016                                                                       | - Контекстово меню за бутони за навигиране |
| 13.14251 | Desktop: 27 януари 2016                                                                       | - Контекстово меню за бутони за навигиране |
| 13.14257 | Desktop: 3 февруари 2016                                                                      | - Контекстово меню за бутони за навигиране |
| 14.14267 | Desktop: 18 февруари 2016 Mobile: 19 февруари 2016                                            | - Подобрено използване на предпочитанията - Подобрен използване на изтеглянията - EdgeHTML е подобрен до версия 14                              |
| 14.14271 | Desktop: 24 февруари 2016                                                                     | - Подобрено използване на предпочитанията - Подобрен използване на изтеглянията - EdgeHTML е подобрен до версия 14                              |
| 14.14279 | Desktop: 4 март 2016                                                                          | - Подобрено използване на предпочитанията - Подобрен използване на изтеглянията - EdgeHTML е подобрен до версия 14                              |
| 14.14283 | Mobile: 10 март 2016                                                                          | - Подобрено използване на предпочитанията - Подобрен използване на изтеглянията - EdgeHTML е подобрен до версия 14                              |
| 14.14291 | Desktop: 17 март 2016 Mobile: 17 март 2016                                                    | - Добавена е поддръжка за предварителните разширения - Помощ за закачените прозорци е добавена - Възможност за копиране и поставяне на линкове  |
| 14.14295 | Desktop: 25 март 2016 Mobile: 25 март 2016                                                    | - Оправен е проблем, при който Edge ще рестартира страницата, ако се натисне caps lock на мястото на паролата                                   |
| 14.14300 | Server: 27 април 2016                                                                         | - Оправен е проблем, при който Edge ще рестартира страницата, ако се натисне caps lock на мястото на паролата                                   |
| 14.14316 | Desktop: 6 април 2016                                                                         | - Подсещане за изтеглянията - Мястото на изтеглянията по подразбиране може да се сменя - Нови JavaScript опции - Нови опции                     |
| 14.14322 | Mobile: 14 април 2016                                                                         | - Подсещане за изтеглянията - Мястото на изтеглянията по подразбиране може да се сменя - Нови JavaScript опции - Нови опции                     |
| 14.14327 | Mobile: 20 април 2016                                                                         | - Подсещане за изтеглянията - Мястото на изтеглянията по подразбиране може да се сменя - Нови JavaScript опции - Нови опции                     |
| 14.14328 | Desktop: 22 април 2016 Mobile: 22 април 2016                                                  | - Подобрени F12 функции - Експериментална поддръжка на Beacon - Подобрена достъпност                                                            |
| 14.14332 | Desktop: 26 април 2016 Mobile: 26 април 2016                                                  | - Подобрени F12 функции - Експериментална поддръжка на Beacon - Подобрена достъпност                                                            |
| 14.14342 | Desktop: 10 май 2016                                                                          | - Swipe функция за навигация напред и назад - Поддръжка за Beacon, Web Notifications и Fetch API                                                |
| 14.14352 | Desktop: 31 май 2016                                                                          | - Swipe функция за навигация напред и назад - Поддръжка за Beacon, Web Notifications и Fetch API                                                |
| 14.14393 | Desktop: 2 август 2016 Mobile: 16 август 2016                                                 | Трето публично пускане и първо пускане с годишната актуализация на Windows 10 - Официална поддръжка на добавки                                  |

## Характеристика на работата
Първите сравнения на EdgeHTML показват че той се справя значително по-добре на JavaScript в сравнение с Trident 7 на Internet Explorer 11, с подобна производителност като Google Chrome 41 и Mozilla Firefox 37. В някои тестове Edge работи по-бързо, от другите браузъри, докато при други е по-бавен от Google Chrome, Mozilla Firefox и Opera.
По-късно показателите на версия 10122 са значително по-добри в сравнение с IE11 и Edge 10049. Според Microsoft, тази версия работи по-добре, отколкото Chrome и Firefox.
През юли 2015 г. Edge отбелязва 377 от 555 точки на HTML5test. Chrome 44 и Firefox 42 отбелязват 479 и съответно 434, докато internet Explorer 11 отбелязва 312.
През август 2015 г. Microsoft пуска Windows 10 10532, в който е включена версия 21.10532.0 на Edge. Това е бета версия, която отбелязва 445 от 555 точки на HTML5test.
С пускането на Windows 10 14390 през юли 2016 г., новата версия на браузъра отбелязва 460 от 555 точки. Chrome 51 – 497, Firefox 47 – 456, и Opera 9.1 – 370.

### Енергийна ефективност
През юни 2016 г. Microsoft corporation публикува резултати от тестове, за да докаже висока ефективност и предимство в сравнение с всички други популярни браузъри. Opera поставя под съмнение точността и предоставя своите резултати от теста, където Opera излиза на първо място. Независимо тестване от PC World потвърждава резултатите на Microsoft.

## Резултати
През август 2015 г. в ревю на Windows 10 от Дан Греъм от Techradar, Microsoft Edge получава висока оценка за работата си, въпреки че не е в краен етап на развитие. Андрю Кънингам от Ars Technice хвали браузъра за това, че е „изключително перспективен“, и „много по-добър от Internet Explorer“, но го критикува за липсата на функционалност в началото. Том Холверда от OSNews го критикува през август 2015 г., за скритата му лента за URL адреси, липсата на приветливост за потребителя, лош дизайн и система за раздели, която е „толкова счупена, че никога не е трябвало да достига до финалната версия“. Той описва различните особености на браузъра като „някаква космическа шега“, заявявайки, че „бесен дори не е близко до това как се чувства“.
Данните са от август 2015 г., няколко седмици след пускането, показват, че само 2% от всички потребители на компютър ползват новия браузър. Сред потребителите на Windows 10 използването достига 20%, а след това пада до 14% през август 2015 г.
През октомври 2015 г. изследовател на сигурността, публикува доклад с описание на проблемите на поверителното сърфиране в Edge, които водят до това, че данните за посетените сайтове все пак може да се запазят в папката на профила на потребителя, теоретично, което го прави възможно за други да видят местата, които са посетени. Грешката е оправена през месец февруари 2016 г.